# Гуданов, Евгений Алексеевич
Евгений Алексеевич Гуданов (1921—1944) — лейтенант Рабоче-крестьянской Красной Армии, участник Великой Отечественной войны, Герой Советского Союза (1944).

## Биография
Евгений Гуданов родился 7 ноября 1921 года в Харькове в рабочей семье. Окончил семь классов харьковской школы № 1, работал на Харьковском автотрактороремонтном заводе. В августе 1941 года Гуданов был призван на службу в Рабоче-крестьянскую Красную Армию. В 1942 году окончил Белоцерковское военное пехотное училище, эвакуированное в Томск. С сентября того же года — на фронтах Великой Отечественной войны. Принимал участие в боях на Волховском, Воронежском и 2-м Украинском фронтах. Участвовал в боях под Ленинградом, освобождении Полтавской и Черкасской областей, битве за Днепр, Корсунь-Шевченковской операции. К марту 1944 года лейтенант Евгений Гуданов командовал взводом разведки 857-го стрелкового полка 294-й стрелковой дивизии 52-й армии 2-го Украинского фронта. Отличился во время Уманско-Ботошанской операции.
Взвод Гуданова, действуя впереди основных сил, первым переправился через Южный Буг и, используя преимущество внезапности, освободил три населённых пункта, взял в плен 3 офицеров, 5 унтер-офицеров и 37 солдат противника, а также захватил 14 повозок с лошадьми. В дальнейшем взвод переправился через Днестр и произвёл разведку вражеской обороны, обеспечив успешное форсирование реки полком без потерь. В 20-х числах марта 1944 года группа из пяти человек, возглавляемая Гудановым, получила задание произвести разведку численности войск противника в населённом пункте Цариград Дрокиевского района Молдавской ССР. Выявив местонахождение штаба, разведчики сняли часовых и захватили в плен полковника румынской армии, а затем открыли стрельбу из всех видов оружия, вызвав панику в рядах противника, заставив его беспорядочно отойти к станции Дрокия, где находились советские войска. В результате противник понёс большие потери. Было взято в плен около 300 солдат и офицеров, захвачено большое количество трофеев. 25 марта 1944 года группа Гуданова попала в окружение румынских войск. Одного из разведчиков, переодетого во вражескую форму, Гуданов отправил с донесением в штаб полка, а с оставшимися занял круговую оборону и принял бой. В критический момент боя Гуданов был вынужден уничтожить взятого в плен полковника. Группа отбивалась до последнего патрона и погибла в полном составе. Гуданов был похоронен в селе Цариград.

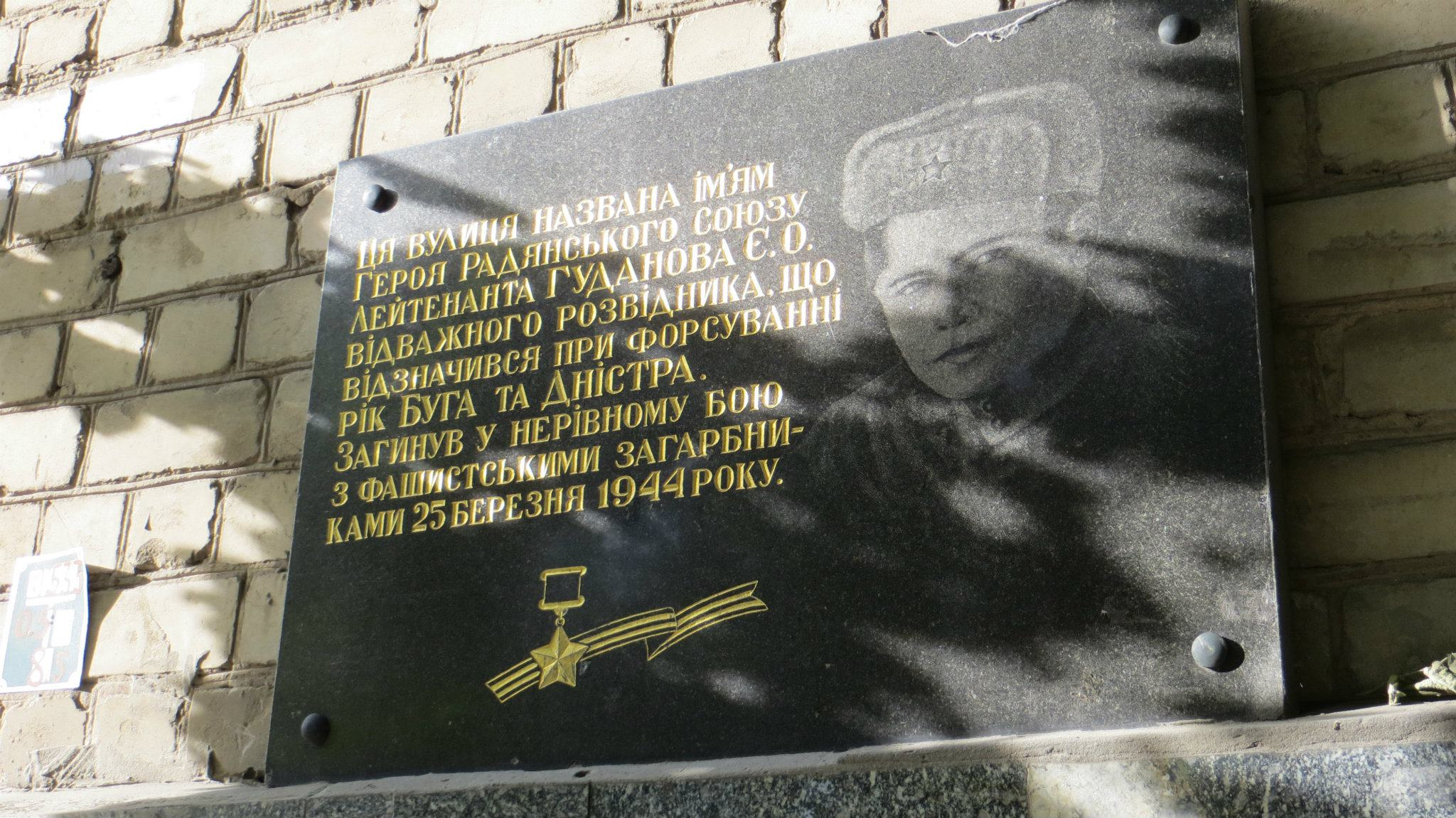
Мемориальная доска в Харькове

Указом Президиума Верховного Совета СССР от 13 сентября 1944 года за «мужество, отвагу и героизм, проявленные в борьбе с немецкими захватчиками» лейтенант Евгений Гуданов посмертно был удостоен высокого звания Героя Советского Союза. Также посмертно был награждён орденом Ленина.
В честь Гуданова названы улицы в Харькове и Дрокии. До 1994 года имя Е. А. Гуданова носил Дрокиевский сахарный завод.
В августе 1966 года в Харькове была установлена мемориальная доска Гуданову.